# Policía facultada
El artículo 21 de la Constitución Política de los Estados Unidos Mexicanos, es puntual al establecer que la facultad de investigación corresponde al Ministerio Público y a las Policías -de cualquier nivel de gobierno-, con dos objetivos primordiales: investigar para prevenir y perseguir el delito. En cuanto a esta última función, se destaca la importancia de la Criminalística de Campo en la función investigadora de los agentes policiales, al dotarlos de nuevas facultades técnico - científicas como el procesamiento de material probatorio encontrado en el lugar de investigación.
El artículo 77 fracción VIII de la Ley General del Sistema Nacional de Seguridad Pública de observancia en todo el territorio nacional, secunda las novedosas funciones de las denominadas Unidades de Policía Facultadas las cuales una vez localizado los indicios deberán realizar el procesamiento de los mismos, consistente en las siguientes fases: señalamiento, fijación, levantamiento, embalaje y traslado al laboratorio con su respectiva cadena de custodia.
Los artículos 123 ter, del Código Federal de Procedimientos Penales, 8 fracción XVII de la Ley de la Policía Federal, son uniformes al reconocer la importancia de que el funcionario de primer contacto cuente con facultades para salvaguardar la protección del lugar de investigación así como el material probatorio que se constituyen como la piedra angular para el establecimiento de la teoría del caso en el Sistema Penal Acusatorio implementado en México. 
Una de las especialistas en el tema, Isabel Maldonado propone la creación de una policía técnica y científica debido a que son el primer contacto, el sujeto más importante para esclarecer un crimen también plantea la necesidad de que las entidades federativas implementen Unidades de Policías Facultadas expertas no solo en la preservación de la escena o lugar de investigación, sino también en el procesamiento de indicios aplicando la Ciencia Criminalística. Legislaciones adjetivas penales vigentes que actualmente han implementado el nuevo Sistema de Justicia Penal como Guanajuato, Yucatán y Tamaulipas contemplan la creación de las Unidades de Policía Facultadas. Actualmente en la propuesta de la Legislación Procesal Penal Única se plantea la adscripción de dichas unidades de policía.